# U-457
El submarí alemany U-457 va ser un submarí tipus VIIC construït per a la Kriegsmarine de l'Alemanya nazi per al servei durant la Segona Guerra Mundial.
Va dur a terme tres patrulles, en les quals va enfonsar dos vaixells i en va danyar un més.
Va ser enfonsat al nord-est del Cap Nord per un vaixell de guerra britànic el 16 de setembre de 1942.

## Disseny
Els submarins alemanys de tipus VIIC van ser precedits pels submarins de tipus VIIB més curts. L'U-457 tenia un desplaçament de 769 tones (757 tones llargues) quan estava a la superfície i de 871 tones (857 tones llargues) mentre estava submergit. Tenia una longitud total de 67,10 m (220 peus 2 polzades), una longitud del casc a pressió de 50,50 m (165 peus 8 polzades), una mànega de 6,20 m (20 peus 4 polzades), una alçada de 9,60 m (31 peus 6 polzades) i un calat de 4,74 m (15 peus 7 polzades). El submarí estava propulsat per dos motors dièsel sobrealimentats de sis cilindres i quatre temps Germaniawerft F46, produint un total de 2.800 a 3.200 cavalls de potència (2.060 a 2.350 kW; 2.760 a 3.160 shp) per al seu ús a la superfície, dos motors elèctrics de doble efecte Siemens-Schuckert GU 343/38–8 que produïen un total de 750 cavalls de potència (75500 kW); shp) per utilitzar-lo submergit. Tenia dos eixos i dues hèlixs d'1,23 m (4 peus). El vaixell era capaç d'operar a profunditats de fins a 230 metres (750 peus).
El submarí tenia una velocitat màxima en superfície de 17,7 nusos (32,8 km/h; 20,4 mph) i una velocitat màxima submergida de 7,6 nusos (14,1 km/h; 8,7 mph). Quan estava submergit, el vaixell podia operar durant 80 milles nàutiques (150 km; 92 milles) a 4 nusos (7,4 km/h; 4,6 mph); mentre que a la superfície podia viatjar 8.500 milles nàutiques (15.700 km; 9.800 milles) a 10 nusos (19 km/h; 12 mph).
L'U-457 estava equipat amb cinc tubs de torpedes de 53,3 cm (21 polzades) (quatre muntats a la proa i un a la popa), catorze torpedes, un canó naval SK C/35 de 8,8cm (3,46 polzades), 220 projectils i un canó antiaeri C/30 de 2 cm (0,79 polzades). El vaixell tenia una tripulació de d'entre 44 i 60 oficials i mariners.

## Historial de servei
Al submarí se li va col·locar la quilla el 26 d'octubre de 1940 a la Deutsche Werke, Kiel amb el número de drassana 288, botat el 4 d'octubre de 1941 i posat en servei el 5 de novembre sota el comandament del Korvettenkapitän Karl Brandenburg.
Va servir a la 6a Flotilla d'U-boat des del 5 de novembre de 1941 per a l'entrenament i a l'11a flotilla des de l'1 de juliol de 1942 per a les operacions.

### Primera patrulla
La primera patrulla del U-457 va ser precedida per dos curts viatges des de Kiel fins a Trondheim, a Noruega. La patrulla en si va començar amb la seva sortida de Trondheim el 28 de juny de 1942.
Va enfonsar el Christopher Newport a 65 km a l'est de l'illa de l'Ós el 4 de juliol. El vaixell, del desafortunat comboi PQ 17, ja havia estat impactat per un torpede aeri al mar de Barents. Un torpede "cop de gràcia" del submarí britànic  P-614 no va aconseguir enfonsar el vaixell; però un del U-457 va aconseguir-ho.
El vaixell va enfonsar l'RFA Aldersdale el 7 de juliol de 1942; després que el mercant, també membre de la PQ 17, hagués estat bombardejat. L'U-457 va topar amb el petrolier abandonat i, després de disparar 75 trets des del seu canó de coberta, va acabar amb les restes del naufragi amb un sol torpede.

### Segona patrulla
La seva segona incursió va ser relativament tranquil·la: va començar a Narvik el 8 d'agost de 1942 i va acabar a Trondheim el 7 de setembre.

### Tercera patrulla i pèrdua
El submarí va danyar l'Atheltemplar del comboi PQ 18 el 14 de setembre de 1942 al sud de Spitsbergen (Svalbard). El U-457 va ser enfonsat el dia 16 per càrregues de profunditat del destructor britànic HMS Impulsive.
Quaranta-cinc homes van morir al U-457 ; no hi va haver supervivents.

## Resum de l'historial de navegació

### Llopades
El U-457 va participar en dues llopades, concretament:
- Eisteufel (30 de juny – 12 de juliol de 1942)
- Trägertod (12-16 de setembre de 1942)

### Historial d'atacs
| Data                   | Nom                 | Nationalitat          | Tonatge (GRT) | Destí    |
| ---------------------- | ------------------- | --------------------- | ------------- | -------- |
| 4 de juliol de 1942    | Christopher Newport | Estats Units          | 7,191         | Enfonsat |
| 7 de juliol de 1942    | RFA Aldersdale      | Royal Fleet Auxiliary | 8,402         | Enfonsat |
| 14 de setembre de 1942 | Atheltemplar        | Regne Unit            | 8,939         | Malmès   |